# 巴納德 (堪薩斯州)
巴納德（英語：Barnard）是一個位於美國堪薩斯州林肯縣的城市。

## 地方資料
根據2020年美國人口普查的數據，巴納德的面積為0.58平方千米，當中陸地面積為0.58平方千米，而水域面積為0.00平方千米。當地共有人口64人，而人口密度為每平方千米110.34人。